# Staurastrum coarctatum
Staurastrum coarctatum là một loài Song tinh tảo trong họ Desmidiaceae, thuộc chi Staurastrum.